# Эгль (замок)

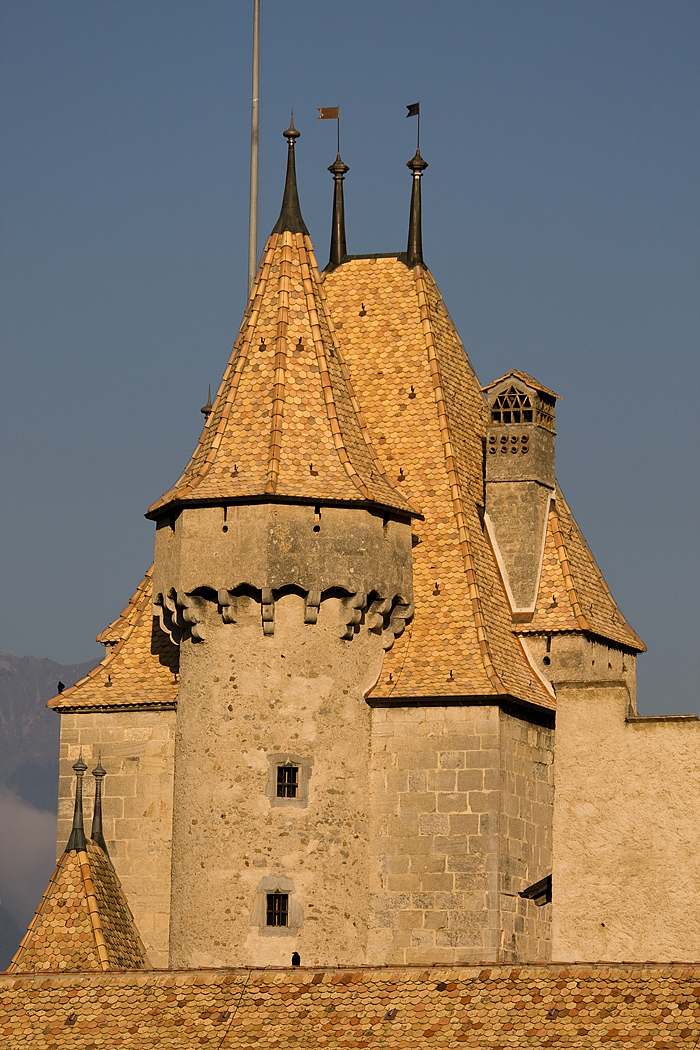
Главная башня замка Эгль

Замок Эгль (фр. Château d'Aigle) – исторический замок в городе Эгль в Швейцарии в кантоне Во. Замок включён в список объектов национального исторического наследия Швейцарии .

## История
Основан в конце XII века. Первоначально был сторожевой башней рыцарей Эгля. Постепенно расширяясь, замок превратился в добротную крепость.
В 1475 году в период конфликта между Швейцарским союзом и Бургундией, город Эгль переходит под юрисдикцию Берна. К 1483 году Бернская республика окончательно включает в себя район правого берега Роны от Лавея до озера Леман, сделав замок административным центром первого франкоязычного региона в своём составе. В замке располагается штаб-квартира губернатора, назначаемого из Берна. Происходит улучшение, как оборонительных возможностей, так и расширение резидентских помещений.
В 1528 году Эгль становиться первым городом франкоязычной Швейцарии вставшим на путь Реформации, идеи которой привнёс сюда известный проповедник-реформатор Гийом Фарель. В 1798 году в ходе революции кантон Во, а и следовательно и город Эгль, становятся независимыми от Берна.
В 1804 году замок переходит в муниципальное ведение города Эгль. В течение XVIII – XIX веков, в нём находились суд и тюрьма, а также приют для обездоленных горожан. До сих пор в казематах Эгля, можно увидеть надписи оставленные заключёнными. С началом XX столетия историческая ценность старинного замка становится всё очевиднее. Проведение нескольких реставрационных проектов заметно улучшили его состояние. В 1975 году в замке открывается музей вина, а также четыре банкетных зала.

## Музей вина

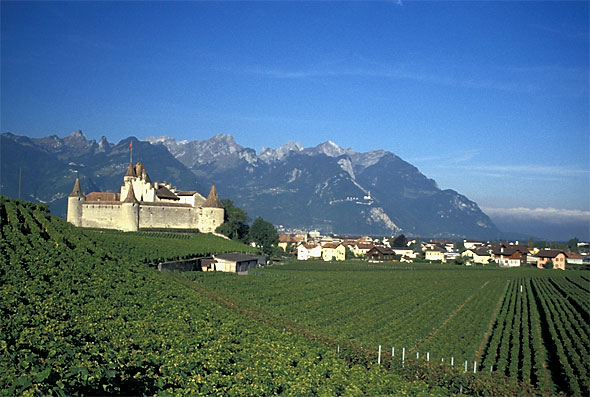
Виноградники вокруг замка Эгль

В музее вина (Musée de la Vigne du Vin) на нижних этажах размещены массивные деревянные прессы, и винный погреб, вдоль стен, которого выложены ряды дубовых бочек разного размера. В верхних комнатах находятся другие экспозиции посвящённые истории виноделия, например старинные бутылки и предметы истории мер вина. Шесть интерактивных лабораторий призваны продемонстрировать посетителям производственные аспекты превращения винограда в вино. Помимо этого в музее есть дегустационный зал, и зал посвящённый богам виноделия. Напротив замка в так называем Dîme Доме, расположился музей винных этикеток (Musée de l’Etiquette). Этикетки сгруппированы по темам и охватывают почти двухсотлетний период. Здесь же с 2009 года проходят выставки работ художников. Замок и музей включен в список объектов национального исторического наследия Швейцарии .